# Сирийская демократическая народная партия
Сирийская демократическая народная партия (Сирийская народно-демократическая партия, араб. حزب الشعب الديمقراطي السوري‎, Hizb Al-Sha’ab Al-Dimuqratiy Al-Suriy) — левая и левоцентристская демократическая оппозиционная партия в Сирии. Принадлежала к сирийской оппозиции баасистскому режиму, была членом Национального демократического объединения, соинициатором и участником Дамасской декларации.
Партия возникла в 1973 году в результате раскола в Сирийской коммунистической партии. До 2005 года она действовала под названием Сирийская коммунистическая партия (Политическое бюро) и была также известна как Сирийская коммунистическая партия (Рияд ат-Турк) по имени ее основателя Рияда ат-Турка. В 2005 году партия объявила о своем отходе от коммунизма и повороте к социал-демократии. Сегодня она является членом Прогрессивного альянса. Партия утверждает, что «ориентирована на мир знаний и творчества», на труд и его ценности, а также «верит в социализм через демократию».

## Происхождение и отделение от СКП
Партия была образована в результате раскола Сирийской коммунистической партии, начавшегося в конце 1960-х годов из-за разногласий по поводу арабского национализма и авторитарного руководства Халеда Бакдаша. Радикалы вокруг Рияда ат-Турка критиковали Бакдаша и требовали внутрипартийной демократии, а также более благоприятного отношения к арабскому национализму и панарабизму. Позднее они выступили против решения руководства Бакдаша присоединиться к проправительственному Национальному прогрессивному фронту (НПФ) в 1972 году.
По сути, перед коммунистами встал выбор: подчиниться руководству партии Баас в НПФ, что наложило бы на них ряд существенных ограничений, или попытаться действовать полулегально, вне закона. Старое руководство партии во главе с Бакдашем выбрало первый вариант; более левые элементы последовали за Риадом ат-Турком в оппозицию, что окончательно завершило раскол в компартии. Фракция Турка приняла название СКП (Политическое бюро), но была также известна по имени своего лидера как СКП (ат-Турк). Кроме того, её называли «нелегальной компартией», в отличие от сравнительно легальных даже в периоды преследований коммунистов властями Сирийской коммунистической партии (Багдаш) и Сирийской коммунистической партии (объединённой).

## В оппозиции
Поначалу партия действовала достаточно эффективно, хотя никогда не была очень большой. Некоторое время она даже вела переговоры об условиях вступления в НПФ. Однако вмешательство Сирии на стороне маронитских ополченцев и правохристианского ливанского правительства против арабско-националистических и левых ливанских и палестинских повстанцев привело к окончательному разрыву отношений с властями. СКП (Политбюро) публично и решительно осудила вмешательство в гражданскую войну Ливан, что вызвало репрессии со стороны правительства Хафеза Асада. Заняв активную оппозицию правительству, в 1979 году партия приняла участие в создании Национального демократического объединения (НДО) совместно с четырьмя другими левыми оппозиционными партиями, представляющими марксистские, левонационалистические, насеристские и диссидентско-баасистские круги.
Кроме того, хотя сама организация и отвергала насильственную борьбу, она выступала за диалог с практикующими её оппозиционными силами, в том числе с «Братьями-мусульманами» и другими суннитскими исламистами, которые несколько лет спустя подняли вооружённое восстание против правительства. Это привело к жёсткой кампании политических репрессий, кульминацией которой в 1980 году стал арест многих видных членов партии, включая самого ат-Турка, который содержался в застенках в очень тяжёлых пыточных условиях почти 18 лет. Ат-Турка освободили только в 1998 году, когда он уже давно считался одним из самых известных узников совести в Сирии. Подобные сроки тогда отбыли и другие активисты СКП (Политбюро), например, публицист Ясин аль-Хадж Салех.
Всего после подписания Договора о дружбе и сотрудничестве Сирии и СССР и попыток сирийских политических сил создать коалицию ненасильственной оппозиции в 1980-х за решётку были брошены более 200 видных членов СКП (Политбюро). Среди них во время очередного правительственного подавления партии в 1987 году был арестован и член Центрального комитета Джордж Сабра, приговорённый судом государственной безопасности к восьми годам лишения свободы в тюрьме Седная.

## После смерти Хафеза Асада
Партия извлекла выгоду из ослабления политических репрессий в последние два года правления Хафеза Асада, а после его смерти её члены приняли активное участие в «Дамасской весне» — кратком периоде интенсивных политических и социальных дебатов во второй половине 2000 и в 2001 году. В этот период Джордж Сабра, член партии с 1970 года и член Центрального комитета с 1985 года, представлял СКП (Политбюро) в коалиции левых партий Национальная демократическая ассамблея.
Осенью 2001 года, когда правительство пресекло большую часть этой деятельности, Рияд аль-Турк вновь был арестован. Он возмутил чувства властей своими словами «диктатор умер» о Хафезе Асаде. Его заключили в тюрьму, но позже освободили под международным давлением.
В 2005 году партия тайно провела свою подпольную шестую конференцию, на которой приняла новые правила и сменила название на Сирийскую демократическую народную партию, обозначив принятие ею в качестве своей идеологии социал-демократии и демократического социализма западного образца, а не прежнего марксизма-ленинизма в советском стиле. Ещё с начала 1980-х годов Компартия (Политбюро) уделяла большое внимание вопросам демократии, и конференция 2005 года по сути формализовала давно назревшую тенденцию.
В том же году активисты партии стали соучредителями Дамасской декларации — коалиции выступающих за демократию партий, правозащитных групп и активистов, названной так в честь их документа, требующего преобразования страны из «государства госбезопасности в политическое государство» на основе регулярных свободных выборов, демократической конституции, верховенства закона, плюрализма и соблюдения прав личности.
Лидер партии Фаик аль-Мир был арестован в декабре 2006 года после того, как агенты сирийской разведки (Мухабарата) записали его разговор с ливанским политиком из Демократического левого движения Элиасом Аталлахом, в котором выражались соболезнования в связи с убийством фалангистского политика, министра промышленности Ливана и критика сирийской оккупации Пьера Жмайеля. Аль-Миру было предъявлено обвинение в «совершении действий, ослабляющих национальные чувства во время конфликта» и «вступлении в связь с иностранным государством с целью подстрекательства его к началу агрессии против Сирии или предоставления ему средств для этого», и он был приговорен к трём годам тюремного заключения. Amnesty International признала его узником совести и вела кампанию за его освобождение. Уже после начала Сирийской революции его арестовали как её активного участника в 2013 году, и с тех пор он всё ещё числился пропавшим без вести.

## Во время гражданской войны в Сирии
После начала народных восстаний в 2011 году проасадовские силы арестовали трех видных членов партии: генерального секретаря партии Гиаса Юна Суда, профсоюзного деятеля из города Алеппо Омара Кашаша и Фахми Юсефа. Вскоре их всех отпустили.
В 2011 году партия присоединилась к оппозиционным Национальному координационному комитету за демократические перемены и Сирийскому национальному совету посредством своего участия в Дамасской декларации .
Джордж Сабра был исполняющим обязанности президента Сирийской национальной коалиции с 2012 по 2013 год.
В декабре 2024 года партия приветствовала «свержение геноцидного режима и освобождение Сирии от правления банды Асада». Буквально накануне падения режима Асада в застенках тюрьмы Седная был убит похищенный спецслужбами политзаключённый Мазен аль-Хамада, которого партия считает своим мучеником.